# Eugenia pitrensis
Eugenia pitrensis är en myrtenväxtart som beskrevs av Ignatz Urban. Eugenia pitrensis ingår i släktet Eugenia och familjen myrtenväxter. Inga underarter finns listade i Catalogue of Life.